# Veräinen
Veräinen är en sjö i Finland. Den ligger i kommunen Kuhmo i landskapet Kajanaland, i den östra delen av landet, 500 km nordost om huvudstaden Helsingfors. Veräinen ligger 189,3 meter över havet. Den är 21,51 meter djup. Arean är 3,82 kvadratkilometer och strandlinjen är 25,62 kilometer lång. Sjön  ingår i Uleälvens huvudavrinningsområde. 